# Dicranota pallens
Dicranota (Paradicranota) pallens là một loài ruồi trong họ Pediciidae. Chúng phân bố ở vùng sinh thái Palearctic.